# Сергеј Балтача
Сергеј Павлович Балтача (укр. Сергій Павлович Балтача, рус. Сергей Павлович Балтача; 17. фебруар 1958) бивши је совјетски фудбалер.

## Биографија
У каријери је играо за Динамо Кијев, Металист Харков, Ипсвич Таун, Сент-Џонстон и Инвернес.
Између 1980. и 1988. године наступио је 45 пута за репрезентацију Совјетског Савеза и постигао два гола. На Олимпијским играма 1980. у Москви освојио је бронзану медаљу. Био је члан тима који је учествовао на Светском првенству 1982. у Шпанији, постигао је гол против Новог Зеланда у групној фази (победа 3:0). Године 1988. био је члан тима који је освојио сребрну медаљу на Европском првенству одржаном у Западној Немачкој.
Након завршетка играчке каријере, ради као фудбалски тренер у Шкотској. Његов син Сергеј млађи је био фудбалер, а кћерка Елена тенисерка (преминула 2014).

## Успеси

### Клуб
Динамо Кијев
- Првенство СССР: 1980, 1981, 1985, 1986.
- Куп СССР: 1978, 1982, 1985, 1987.
- Суперкуп СССР: 1980, 1985, 1986.
- Куп победника купова: 1986.

### Репрезентација
СССР
- Олимпијске игре бронза: Москва 1980.
- Сребрна медаља Европско првенство 1988. у Западној Немачкој